# HAT-P-11b
HAT-P-11b ist ein Exoplanet im Sternbild Schwan. Er ist der bislang (Stand September 2014) kleinste bekannte Exoplanet mit Wasserdampf in seiner Atmosphäre und wurde im Rahmen des HATNet Projects entdeckt. HAT-P-11b hat ungefähr den vierfachen Erddurchmesser, ist somit etwa so groß wie Neptun und rund 124 Lichtjahre von der Erde entfernt.